# Solymár József
Solymár József (Tállya, 1929. március 19. – 2013. november 27. (más forrásban november 28.) magyar író, újságíró, forgatókönyvíró. Több mint hat évtizeden át tevékenykedett a szakmájában, irodalmi munkásságával örök emléket állított a Palócföld lakóinak, és ezáltal 20. századi pályatársa volt Mikszáth Kálmánnak. Írói pályájának első húsz éve alatt mintegy húsz könyve jelent meg, ezt húsz esztendő szilencium követte, majd a rendszerváltást követő újabb húsz aktív évében ismét körülbelül húsz könyvet és számtalan újságcikket jelentetett meg.

## Élete
1929. március 19-én született Tállyán, vasutas családban (születési helyeként több helyütt, tévesen Mátraballa szerepel); a család eredetileg a Szolár nevet viselte, arról magyarosítottak a 20. század első felében. Öt évvel idősebb bátyja Solymár István (1924–1977) művészettörténész és kritikus volt. Gyermekkora jelentős részét Mátraballán töltötte, ottani évei egész életére meghatározóak voltak. Gyökerei hatására mindig is a népi írók közé sorolta magát, rengeteg palócföldi néphagyományt dolgozott fel írásaiban, szülőföldje számos kisregényének és novellájának színhelyéül szolgált. Eredetileg egyébként István bátyja készült az írói pályára, ő a fivére példáját követve vette célba ezt a hivatást.
Az iskola első négy osztályát Mátraballán járta ki, majd Miskolcon és a mezőkövesdi gimnáziumban tanult, ez utóbbi kisvárosban tett érettségit is. Érettségi után Pestre költözött, ahol bölcsész diákként három évet járt egyetemre. 1948-tól jelentek meg első újságcikkei, s még egyetemi évei alatt, 1950-ben nyerte el a három kiosztott díj egyikét egy, a SZOT által kiírt József Attila-pályázaton, Vízmosáson című – a front alatti mátraballai eseményeket bemutató – kisregényével (első díjat nem adtak ki). Bár már korábban jelentkezett újságírónak a Magyar Távirati Irodába, akkor még elutasították, de a pályázati eredménye hatására egy héten belül állást kapott.
A Magyar Távirati Irodában sokáig a mezőgazdasági rovatnál dolgozott, de alkalomszerűen más rovathoz kötődő feladatokat is kapott, illetve rendszeresen publikálhatott is, főleg ifjúsági lapokban. Közben letöltötte sorkatonai szolgálatát – ez idő alatt élte meg Sztálin halálát is –, leszerelés után pedig visszatért az MTI-hez, ahol „tájszerkesztő” lett: megyei híreket kellett gyűjtenie és helyi eseményekről tudósításokat készítenie (ő tudósított például a kor első divatbemutatójáról, vagy a Nagy Imre-korszak első borversenyéről). Szolnokon élte meg az 1956-os forradalom kitörését, a megyeszékhely színpadán állva egyike lehetett annak a három embernek, akik bejelentették a szolnokiak számára az október 23-i pesti forradalmat, majd nagy riportot is írt az akkori eseményekről. Csak MTI-s múltjának köszönhette, hogy nem érte emiatt komolyabb retorzió, cserében viszont be akarták léptetni a pártba, amit megtagadott.
Ez utóbbi tette miatt fél évre Miskolcra „száműzték”, ahol gépíróinál alig színvonalasabb újságírói feladatokat végeztettek el vele. A fél év elteltével visszavették a fővárosba, az MTI-hez, majd a Hazafias Népfronthoz helyezték, ahol azonban újabb tíz évig csak „íródeáki” munkát kapott. Ebben az időben Sára Sándorral való jó ismeretségének köszönhetően kezdett filmforgatókönyveket írni, a legismertebb e filmek közül a Nádasy László által rendezett – Salgótarjánban játszódó, és ott is forgatott – Megöltek egy leányt című alkotás volt.
37 éves korában kötött házasságot és ebből a kapcsolatból született Eszter nevű lánya. A családi életéről szóló írásai az Egy jiddise anyós dicsérete és az Emlékbeszéd helyett.
Néhány megvalósult forgatókönyve után, egy, a filmes kultúrpolitikát bíráló cikke miatt ezen a téren is kegyvesztett lett, majd 1974-től kerek húsz évre ifjúsági íróként is „szilenciumra” ítélték, mint renitenst. A Népfronttól is elhelyezték, a Magyar Hírlapnál tett rövid kitérő után egyedül arra kapott lehetőséget, hogy a kiskereskedők lapját szerkessze. Onnan ment nyugdíjba 1987-ben, korengedménnyel. Bár bízott benne, önmagában a rendszerváltás sem hozott számára automatikusan újra publikálási lehetőséget, neve viszonylagos ismeretlensége miatt, így először 1994-ben, Erdélyben jelenhetett meg ismét regénye, Mátyás, a sosemvolt királyfi címmel. Azóta jó néhány ifjúsági, történelmi és helytörténeti művet írt, s 1996-ban megkapta a Magyar Újságírók Közössége által alapított Petőfi Sándor Sajtószabadság-díjat.
Élete utolsó éveiben Solymárra költözött, ahol még nyolcvanon túl is igen aktív írói életet élt, nyugdíjas kora és hullámzó egészségi állapota ellenére: jelentetett meg ez idő alatt palóc anekdotagyűjteményt, készültek dokumentumfilmjei is a Duna Televízió számára illetve a solymári sajtóéletbe is lelkesen bekapcsolódott, a lakásához kötött életvitelű ifjúsági író módján. Miután megismerkedett a község fontosabb helytörténeti forrásaival, azok tartalmát a meseíró fantáziáján átszűrve, színes és könnyen átélhető cikkekké formálva írta meg újra a községi helytörténet egy-egy érdekes részletét, epizódját. Solymári írásaiban is mindenütt az a népi írói attitűd mutatkozik meg, melynek képviselője átszűri saját emlékezetén és fantáziáján a különféle élményeket, amikből aztán nagy szeretettel és mély empátiával „alkotja meg” írásműveit. Különösen példaértékű, hogy teljesen saját kezdeményezésből felkutatott egy olyan horvátországi települést is, amely a közös történelmi kapcsolódási pontok figyelembe vételével akár testvérvárosnak is alkalmas lehetne Solymár számára. Mindezek miatt 2011-ben a település díszpolgárává is jelölték, de akkor nem kapta meg ezt az elismerést.
Műveinek túlnyomó része mindazonáltal a Palócföld falvait és lakóit mutatta be, nem túlzás azt állítani, hogy írásaival beemelte az irodalom halhatatlanjai közé Mátraballát és lakóit. De nem érte be azzal, hogy dokumentarista íróként feljegyezze a térség néprajzi emlékeit: elérte, hogy hogy Bereth Ferenc, az MTI fotóriportere képi formában rögzítsen és dolgozzon fel bizonyos palóc paraszti mesterségeket – mint a szövés-fonást és a kalodás nyírfa készítését –, idősebb Nádasy László filmrendezővel, később pedig annak fiával több filmet is forgattak különféle palóc témákban. Egy kritikusa szerint nagy termékenysége mögött az "olvasmányirodalom", a közhasznú-szórakoztató társadalmi próza tendenciává szélesedése is állt; derűje és humora jóízű olvasmánnyá teszi írásai nagy részét.
Gyászjelentésének tanúsága szerint 2013. november 27-én (több más forrás szerint november 28-án) hunyt el, és 2013. december 14-én, a mátraballai temetőben kísérték utolsó útjára. Sírjánál Praznovszky Mihály irodalomtörténész, dr. Szedresi István, irodalmi érdeklődésű mezőkövesdi orvos és ifjabb Nádasy László filmrendező mondott búcsúztató beszédet.

## Művei

### Könyvek
- Megöltek egy leányt (filmnovella) – 1962
- Új Gilgames (filmforgatókönyv)
- Négy lány (filmforgatókönyv, Zolnay Pállal)
- A kanadás
- Hadiözvegy
- Kopaszhegy
- Vakulástól látásig – 1962
- Koronázás Csepelen – 1963
- Jó emberek örököljék a világot – 1963
- Vigasztalás magamnak – 1964
- Harmadik jelrendszer – 1964
- Üdvözlet a hitvallóknak – 1965
- Lány útlevéllel – 1967
- Az isten szeretője – 1968
- Örökimádás – 1968
- Madonna két élete – 1970
- Aranka napjai – 1974
- Mátyás, a sosemvolt királyfi – 1994
- Álomfejtő – 1994
- Kádár koszos inge – 1996
- Szolnoki tanú – 1996
- A Palócföld élni akar; Hungarovox, Bp., 1999
- Palóc lakoma. Ízek és emlékek; Palócföld, Salgótarján, 2003 (Palócföld könyvek)
- A szalmaszállal megkötött szekér. Boszorkányhit Palócföldön a harmadik évezredben; BBMK, Salgótarján, 2004 (Palócföld könyvek)
- Mekegő güdör. Él-e még a furfangos palóc?, avagy a palóc észjárásról; Palócföld–BBMK, Salgótarján, 2004 (Palócföld könyvek)
- Fejedelmi örökség. Rákóczi Ferkó munkácsi évei; Tinivár, Kolozsvár, 2004
- Belzebub megizente. Mikszáth Kálmán úrfi kalandjai; Tinivár, Kolozsvár, 2006
- Hintatrón; Tinivár, Kolozsvár, 2006
- Jónás királyfi; Tinivár, Kolozsvár, 2006
- Caroberto koronái. Regényes korrajz Károly Róbert ifjúságáról és uralkodásáról; Tinivár, Kolozsvár, 2007
- A falu szája; Palócföld, Salgótarján, 2007 (Palócföld könyvek)
- Akinek a történelem ült modellt. Barabás Miklós; Tinivár, Kolozsvár, 2007
- Egy név a bitófán. A bujdosó. Izgalmas életrajzi regény; Tinivár, Kolozsvár, 2007
- Tóbi herceg; Tinivár, Kolozsvár, 2007
- A tündérek meddig élnek?; Tinivár, Kolozsvár, 2007
- A hős páncéljában. Kemény Simon önfeláldozása; Tinivár, Kolozsvár, 2007
- Mátyás, a sosemvolt királyfi; 4. kiad.; Tinivár, Kolozsvár, 2008

### Filmek
- Megöltek egy leányt (ff., magyar filmdráma, 1961) – forgatókönyvíróként
- Új Gilgames (ff., magyar játékfilm, 1963) – forgatókönyvíróként
- Négy lány egy udvarban (ff., magyar filmdráma, 1964) (TV-film) – forgatókönyvíróként
- Mátyás, a sosem volt királyfi (szín., magyar tévéfilm sor., 2006) (TV-film) – íróként
- A falu szépe (szin., magyar dokumentumfilm 1964) forgatókönyvíró, riporter
- Egy vasúti raktár romantikus története (Solymár József portré) I. - III. (szin., magyar dokumentumfilm) főszereplő
- Palócok I. - III. -- Határtalan Palócország, Boszorkányos Palócország, Vállalkozó Palócország (szin. magyar dokumentumfilm) szereplő, riporter
- Vakulástól látásig - Andrássy Kurta János portré (szin., magyar dokumentumfilm) forgatókönyvíró, riporter

## Jegyzetek

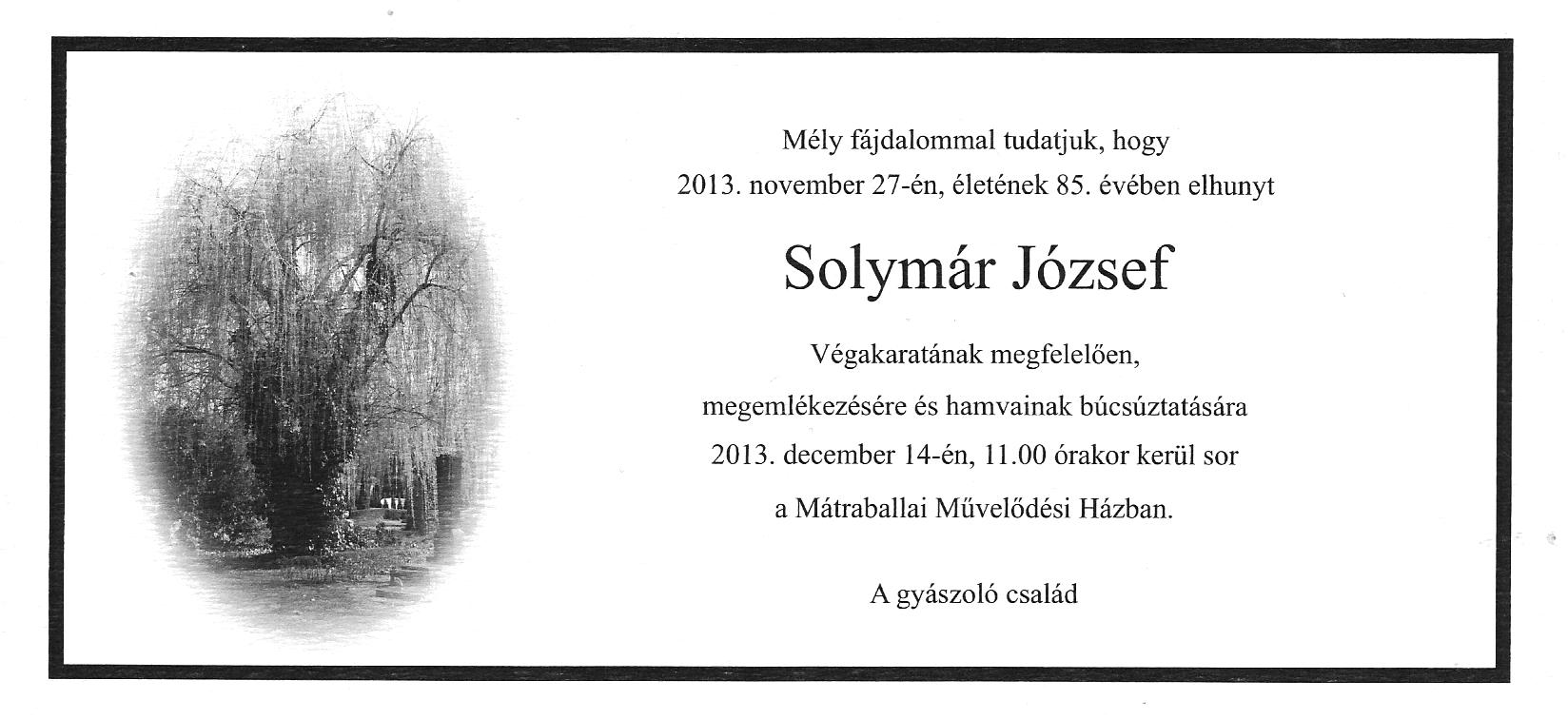
Solymár József gyászjelentése